# Endura
L'endura era una pratica dei catari, consistente in un digiuno caratterizzato dall'astinenza totale dal cibo e dall'acqua, sovente sino al sopraggiungere della morte. Tale digiuno rappresentava una forma estrema di negazione di sé e di separazione dal mondo materiale, che per la concezione catara era dominato dal Male. 
Era convinzione diffusa che questo sacrificio finale avrebbe assicurato la riunificazione dell'anima con il bene assoluto.